# MBC 스포츠플러스
MBC 스포츠플러스(엠비씨 스포츠플러스, 영어: MBC Sports+)는 MBC 플러스 계열 스포츠 채널로 2001년 미국 ESPN STAR SPORTS사와 공동 설립하면서 MBC ESPN라는 채널 이름을 사용했다가 계약 만료 후 2010년 8월 1일부터 MBC 스포츠플러스로 변경됐다.
2007년 1월 15일부터 HD 방송을 시작했다.
2014년 3월부터 2016년까지 MBC 에브리원을 대신해 지상파 DMB 송출을 했다.

## 아나운서

### 현직

#### 여성
- 배지현
- 김희연
- 조민지

### 전직

#### 여성
- 故 송지선
- 김민아
- 정순주
- 장예인
- 박지영
- 소이원
- 임채원

## 캐스터

### 현직
- 김창옥 (프리랜서)
- 신승대
- 정병문
- 윤영주
- 김수환
- 김혜빈
- 손우주
- 이승재
- 김상준
- 노재영
- 심효정
- 정유성

### 전직
- 임주완
- 정우영(현 SBS 스포츠)
- 김수한
- 이홍섭
- 이정민
- 안진희
- 최은지(현 TV조선)
- 윤동현(현 MBC경남)
- 이명진(현 MBC 기자)
- 김민광(현 연합뉴스TV 아나운서)
- 이주원
- 문규리
- 조민주
- 정용검
- 박용식

## 해설위원

### 현직
- 야구
  - 아마추어 야구 : 한만정
  - KBO : 김선우, 박재홍, 박정권, 심수창, 이상훈, 정민철, 허도환, 김강민
- 축구 : 이상윤, 서형욱, 이주헌, 송종국
- 농구 :  김태환, 김동광, 최연길, 김일두, 박건연, 이언주, 조문주, 김계령
- NFL : 김성민, 이승재, 최광준
- NHL : 김정민, 김형일, 김희우
- 격투기 : 이동기, 천창욱
- 육상 : 윤여춘
- 당구 : 김현석, 오성규
- 씨름 : 이기수, 김보겸
- 복싱 : 유명우, 이상호
- 컬링 : 신미성
- 피겨 : 김해진

## 프로그램
- KBO 리그
  - 베이스볼 투나잇
- 한국여자프로농구
- 오스트레일리안 베이스볼 리그
- K리그
- J리그
- 내셔널 풋볼 리그
- UMB 당구대회

## 경쟁 채널
- KBS N 스포츠
- SBS 스포츠
- SPOTV
- SPOTV2